# Rivière Kitchigama
Der Rivière Kitchigama ist ein linker Nebenfluss des Rivière Nottaway in der Jamésie der Verwaltungsregion Nord-du-Québec in der kanadischen Provinz Québec.

## Flusslauf
Der 180 Kilometer lange Fluss verläuft 20 Kilometer südwestlich des Rivière Nottaway und mündet in diesen 50 Kilometer vor dessen Mündung in die James Bay. Seinen Ursprung hat der Fluss im See Lac Grasset, der 20 Kilometer nordwestlich des Lac Matagami liegt.